# Sena i Marne
Sena i Marne (77) (francès: Seine-et-Marne) és un departament francès situat a la regió d'Illa de França. Pren el seu nom dels rius Sena i Marne. Correspon a l'antiga regió de Brie.

## Geografia
Sena i Marne constitueix la meitat oriental de la regió d'Illa de França. La seva superfície representa el 49% del territori regional.
Limita a l'oest amb els departaments de Val-d'Oise, Sena Saint-Denis, Val-de-Marne i Essonne (tots ells situats a l'Illa de França), al sud amb els departaments de Loiret (Centre - Vall del Loira) i Yonne (Borgonya - Franc Comtat), a l'est amb els departaments d'Aube i Marne (Gran Est), i al nord amb els departaments d'Aisne i Oise (Alts de França).

## Història
Sena i Marne fou un dels 83 departaments originals creats durant la Revolució Francesa, el 4 de març de 1790 (en aplicació de la llei del 22 de desembre de 1789). Fou creat principalment a partir d'àrees pertanyents a l'antiga província d'Illa de França.

## Economia
Sena i Marne es diferencia de la resta de departaments d'Illa de França per la importància que té l'agricultura en la seva economia. El sector agrícola, gairebé inexistent a la resta de departaments de la regió, ocupa el 60% del territori del departament de Sena i Marne. Els principals productes conreats són el blat, el blat de moro, la bleda-rave sucrera, l'ordi i les plantes oleaginoses.
La producció de llet també és força important i es destina principalment a la fabricació de formatge Brie.
Així mateix, hi destaca el cultiu de la rosa, que començà a conrear-se a l'edat mitjana.
Pel que fa a la indústria, encara sobreviuen les més antigues: la fàbrica de xocolata Meunier a la localitat de Noisiel, la metal·lúrgia al municipi de Montereau-Fault-Yonne i la indústria del vidre a la vall del riu Loing.
Ara bé, actualment els punts forts de la indústria de Sena i Marne són de creació més recent: la refineria de petroli de Grandpuits, el centre de recerca de la SNECMA (Societat Nacional d'Estudi i Construcció de Motors d'Aviació) a Melun i els nombrosos centres de logística repartits per tot el territori del departament.
El sector turístic també és força present en aquest departament. Entre els seus atractius turístics destaquen el castell de Fontainebleau, la vila medieval de Provins i el parc de Disneyland París.

## Política
L'any 2004, fou escollit com a president del Consell General el socialista Vincent Eblé, en substitució del dretà Jacques Hyest.
Les principals atribucions del Consell General són votar el pressupost del departament i escollir d'entre els seus membres una comissió permanent, formada per un president i diversos vicepresidents, que serà l'executiu del departament. Actualment, la composició política d'aquesta assemblea és la següent:
- Unió per un Moviment Popular (UMP) : 18 consellers generals
- Partit Socialista (PS): 15 consellers generals
- Els Verds: 2 consellers generals
- No adscrits d'esquerra: 2 consellers generals
- No adscrits de dreta: 2 consellers generals
- Partit Comunista Francès (PCF): 2 consellers generals
- Unió per a la Democràcia Francesa (UDF): 1 conseller general
- Moviment Republicà i Ciutadà (MRC): 1 conseller general

| Cimetière militaire de Solers | Cimetière militaire allemand de Solers |